# Richard d'Ilchester
Richard d'Ilchester est évêque de Winchester de 1174 à sa mort, en 1188.

## Biographie
Désigné en 1162-1163 archidiacre de Poitiers, il passe la plupart de son temps en Angleterre. 
Il succède à Henri de Blois au siège épiscopal de Winchester. Élu le 1er mai 1173, il est consacré en octobre 1174 à Canterbury.
Il meurt le 22 décembre 1188.